# Russell Mulcahy
Russell Mulcahy (n. 23 iunie 1953, Melbourne, Victoria, Australia) este un regizor de film australian. Munca lui Mulcahy este recunoscută prin utilizarea de scene în succesiune rapidă, a scenelor care urmăresc un subiect în mișcare și a luminilor strălucitoare, a iluminatului neo-noir, a draperiilor mișcate de vânt și de ventilatoare. A regizat videoclipuri muzicale în anii 1980, a lucrat în televiziune de la începutul anilor 1990 și a regizat filme SF și/sau de groază ca Razorback (1984), Nemuritorul (1986) sau Resident Evil: Dispariția (2007). În 2000 a regizat Ultimul țărm, refacerea filmului apocaliptic cu același nume din 1959.

## Filmografie

### Filme regizate
- 1979 Derek and Clive Get the Horn
- 1984 Razorback
- 1984 As the Lights Go Down
- 1985 Arena (An Absurd Notion)
- 1986 Nemuritorul (Highlander)
- 1991 Nemuritorul II: Momentul întâlnirii (Highlander II: The Quickening)
- 1991 Ricochet
- 1992 Blue Ice
- 1993 Ultima lovitură (The Real McCoy)
- 1994 The Shadow
- 1996 Silent Trigger
- 1998 Tale of the Mummy
- 1999 Resurrection
- 2000 On the Beach
- 2001 The Lost Battalion
- 2003 First to Die
- 2003 Swimming Upstream
- 2004 3: The Dale Earnhardt Story
- 2005 Insula misterioasă
- 2006 The Curse of King Tut's Tomb
- 2007 While the Children Sleep
- 2007 Resident Evil: Extinction
- 2008 Crash and Burn
- 2008 The Scorpion King 2: Rise of a Warrior
- 2009 Prayers for Bobby
- 2009 Give 'Em Hell, Malone
- 2018 In Like Flynn